# 堀江方子
堀江 方子（ほりえ まさこ、1933年2月6日 - 2017年10月12日）は、日本の元女子バレーボール選手・指導者。

## 来歴
東京都中央区出身。9人制時代に中村高校（東京都江東区）の149連勝記録を樹立。1960年世界選手権に出場し、銀メダルを獲得した。
引退後渡米しスウェーデン人と結婚した。その後、娘の陽子と共に帰国した。
1983年秋より母校・中村高校のコーチとなり、その後早稲田大学のコーチを務め、バレーボール選手となった娘の陽子を高校、大学と7年にわたり指導した。
著書に「陽子へ～母から娘への遺言状」（1988年12月5日第一刷発行　日本文化出版株式会社）がある。